# Ікарія
Ікарі́я (грец. Ικαρία) — грецький острів в Егейському морі, в архіпелазі Східні Споради. Площа 255 км², протяжність берегової лінії — 102 км, чисельність населення — близько 8000 жителів. Столиця і головний порт острова Агіос-Кірікос.
Острів гористий, висота до 1031 м. Сади, виноградники. Бальнеологічний курорт Терма.

## Історія
Свою назву острів отримав від імені легендарного Ікара, сина Дедала, який, згідно з міфом, утік з Крита разом із батьком, летівши на прив'язаних до плечей крилах. Зачарований польотом Ікар нехтував повчаннями батька, піднявся дуже високо до Сонця, віск, що скріпляв крила, розтанув від жару, Ікар впав в море і потонув. Тому море було назване Ікарійським, а найближчий острів — Ікарією.
Іонійці затвердилися на острові в кінці IX ст. до н. е. Згодом Ікарія стала членом Афінського морського союзу. У XIII ст. острів був захоплений венеційцями, а в 1524 році — турками. У липні 1912 року острів повстав, вигнав турків і проголосив незалежну Ікарійську Державу, яка через 4 місяці возз'єдналася з Грецією.
2010 року американський дослідник та автор трьох рекордів Книги рекордів Гіннеса Ден Бюттнер видав книгу «The Blue Zones: Lessons for Living Longer from the People who Lived the Longest» із серії National Geographic. Вона присвячена дослідженню територій, відомих довгожителями серед місцевих жителів — тобто відсотком місцевих жителів, які живуть до 100 років і більше, ніж в інших областях по всьому світу, в поєднанні з низьким рівнем серцево-судинних та ракових захворювань. Такими названі острів Сардинія в Італії, острів Окінава в Японії, півострів Нікоя у Коста-Риці, Лома-Лінда в Каліфорнії та грецький острів Ікарія.

## Персоналії
- Аріс Пуліанос — один з найвизначніших антропологів XX ст., довів спадкоємність сучасних греків від стародавніх, дослідник доісторичної людини в Петралонській печері, Халкідіки, та Фессалії.